# История Кирово-Чепецка
Город Кирово-Чепецк возник как населённый пункт при строительстве Кирово-Чепецкого промышленного узла в 1930—1940 годы. Начиная с послевоенного периода его история была неразрывно связана со становлением крупнейшего в Европе Кирово-Чепецкого химического комбината, являющегося градообразующим предприятием, на котором была занята основная часть работающих граждан города, и определяющим образом воздействующего на всю городскую инфраструктуру.

## Начальный период

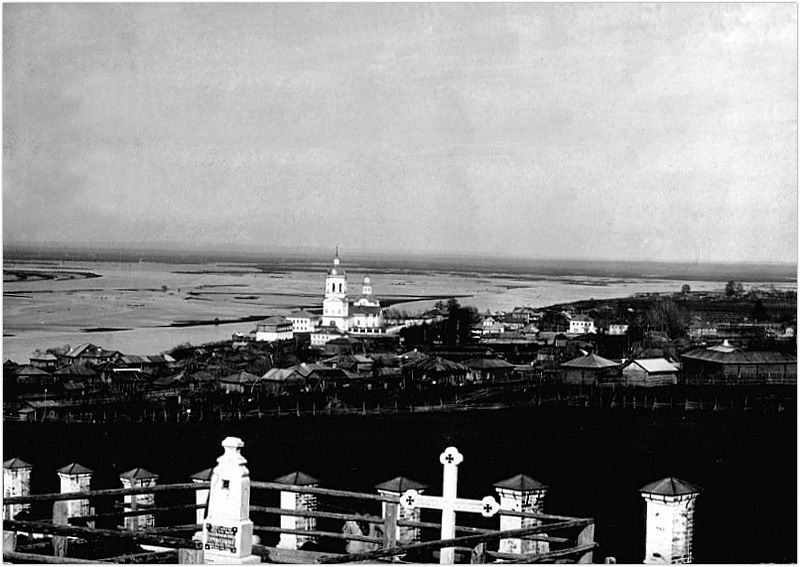
Село Усть-Чепца (начало XX века).

В окрестностях Кирово-Чепецка находят стоянки людей эпохи мезолита — VII тысячелетия до нашей эры. Выше по течению Чепцы, в Кривоборье, находилось городище ананьинской археологической культуры. В 1992 году во время берегоукрепительных работ ковш экскаватора снял пласт земли, обнажив, как позже установили археологи, захоронение конца XIII века. Окрестности будущего Кирово-Чепецка начали заселяться русскими, точнее — древнерусским населением, ещё в XII веке. К XII-XV векам относятся археологические памятники, открытые в окрестностях города — Кривоборское городище и Усть-Чепецкий могильник. Данная местность входила в состав Вятской земли. 1405 годом датируется первое известие о поселении русских людей на устье Чепцы. После похода Даниила Щени в 1489 году Вятская республика была ликвидирована, и поселение входит в состав Русского государства.
Впервые Чепецкий стан, на территории которого ныне расположен Кирово-Чепецк и центром которого в те годы был Усть-Чепецкий погост, упоминается в жалованной грамоте Василия III каринскому татарину Девлетъяру от 18 декабря 1510 года. Непосредственно погост описан в фискальной дозорной книге вятских городов и уездов князя Звенигородского в 1615 году. Он имел три церкви — тёплую Рождественско-Богородицкую с Петропавловским приделом, холодную Никольскую и Георгиевскую под колокольней, из которых главной считалась Никольская. В 1615—1629 годах погост Усть-Чепецкий развивался как административно-культовый центр Чепецкого стана Хлыновского уезда. Он занимал незначительную территорию, на которой располагалось более 20 дворов. В 1786 году в селе 248 дворов, в 1805 году — 313 дворов, население — 1506 человек.
В исторических документах XVIII века записан уже не погост, а село Усть-Чепецкое, в обиходе — Усть-Чепца. Село было торгово-промышленное. В нём и в окрестных деревнях развивались ремёсла: село славилось плотниками, слесарями, мастерившими замки и ключи, сапожниками, портными, столярами, мебельщиками и производителями крахмала; в Железовке ковали топоры, в Заринцах и Баёво жили медники, в Утробино — литейщики чугуна, в Северюхах — шубники.
В 1736 году в селе была построена каменная двухпрестольная церковь, — тёплая придельная церковь в том же году была освящена в честь Рождества Пресвятой Богородицы, а главная холодная в 1745 году — во имя святого Николая Чудотворца. 28 августа 1828 года по просьбе прихожан престолы были взаимно переосвящены: холодная Никольская церковь в Рождественско-Богородицкую, а тёплая Богородицкая — в Никольскую. В 1852 году церковь расширили на ещё один придел в честь святого великомученика Дмитрия Солунского (освящен 22 ноября 1865 года).
В 1850-е годы в селе стал популярен новый промысел — тканье наконечников для полотенец, — ставший для мастериц наиболее прибыльным занятием с поставкой изделий на ярмарки Вятки, Москвы, Костромы, Ярославля. Другим доходным промыслом, основанном на использовании созданной в селе механической картофельной тёрке, стало изготовление крахмала, сбывавшемся на писчебумажные фабрики и дрожжевой завод в Вятке, а позже перерабатываемом в патоку, производство которой продолжалось и после революции артелью «Чепца-картофель».
С 1870-х годов пароходная компания вятского купца 1-й гильдии Т. Ф. Булычёва имела в селе пристань для ежедневного пароходного сообщения с Вяткой и Слободским. В 1873 году крестьянин Андрей Бровцын открыл в Усть-Чепце спичечную фабрику и вскоре перевёл её производство с фосфорных спичек на более удобные и безопасные парафинированных «шведские». Вскоре его фабрика стала второй по величине в Вятской губернии (сгорела в 1921 году).
В 1885 году на приходском кладбище была построена вторая каменная церковь во имя святых Флора и Лавра (освящена 12 августа 1886 года). В том же году 1 октября была открыта церковно-приходская школа. В 1904 году для неё было построено двухэтажное полукаменное здание.

## Начало советского периода
Установление советской власти в Усть-Чепце произошло в декабре 1917 года, когда по инициативе вернувшегося домой через Петроград с фронтов Первой мировой войны Н. В. Утробина был создан Военно-революционный комитет Чепецкой волости. В январе 1918 года Николая Васильевича избрали председателем Чепецкого волостного Совета рабочих, крестьянских и солдатских депутатов, но вскоре он ушёл добровольцем в Красную армию. Именем комиссара Утробина в 1989 году названа одна из улиц города.
В 1926 году число жителей в селе составляло 741 человек. Росту села и увеличению численности его населения способствовало открытие в 1927 году в окрестностях больших запасов торфа.
13 июля 1935 года СНК СССР принял решение о строительстве Кировской теплоэлектростанции, а в августе того же года — решение о её наименовании «Кирово-Чепецкая», вскоре изменённое, но послужившее для названия поселения при строительстве ТЭЦ, а затем и для названия возникшего города. 5 октября 1935 года на строительстве ТЭЦ открылось почтовое отделение.
Приказом заместителя наркома тяжёлой промышленности М. Г. Первухина от 27 сентября 1938 года было положено началу проектирования, а затем и строительства химического завода в составе формирующегося промузла в устье реки Чепцы. В открытой переписке строящийся объект получил наименование «Завод „Ф“», а с начала 1942 года — «завод 752». В 1943 году вошли в строй два его первых производства — по выпуску карбида кальция и по обжигу известняка.
Важнейшим событием 1940 года в развитии промышленного узла стала укладка основного полотна на строительстве железнодорожной ветки Бумкомбинат — Чепецкая. Опытная эксплуатация ветки до станции Бумкомбинат, находящейся на Трансибе, началась 7 августа 1941 года.
Строительство электростанции велось медленно и ускорилось лишь с началом войны: в электроэнергии остро нуждались работавшие на обеспечение фронта предприятия Кирова, для строящейся станции было передано оборудование с Сызранской, Семёновской и Челябинской ТЭЦ, Свирьстроя и Уралэнергостроя. 6 ноября 1942 года состоялся пуск первого турбоагрегата мощностью 12 МВт и котла пара производительностью 75 т/ч. Для обеспечения новой электростанции топливом использовался торф с крупного торфяного массива в междуречье Чепцы и Вятки. Центром торфоразработок стал посёлок Каринторф. Для доставки торфа от разработок к ТЭЦ в посёлок была проведена Каринская узкоколейная железная дорога.

13 марта 1942 года Указом Президиума Верховного Совета РСФСР населённый пункт при строительстве Кирово-Чепецкого промышленного узла был причислен к категории рабочих посёлков с присвоением ему наименования — Кирово-Чепецкий. Этому предшествовало решение исполкома Просницкого райсовета от 25 октября 1941 года, в котором говорилось:
«В связи с тем, что населённый пункт при строительстве Кирово-Чепецкого промузла к настоящему времени превратился в густонаселённый посёлок с населением, превышающим 8000 человек, и в силу широкой программы промышленного строительства промузла имеет перспективу в ближайшие 2—3 года на большое развитие, признать необходимым поставить вопрос об отнесении его к категории рабочих посёлков.»
 2 октября того же года к категории рабочих посёлков с присвоением ему наименования Каринторф был отнесён центральный посёлок каринских торфоразработок (ныне городской микрорайон).

## Послевоенный период
Начиная с послевоенного периода история рабочего посёлка, а позже и города, была многие десятилетия неразрывно связана со становлением крупнейшего в Европе Кирово-Чепецкого химического комбината, являющегося градообразующим предприятием, на котором была занята основная часть работающих граждан города, и определяющим образом воздействующего на всю городскую инфраструктуру.
В 1946 году было принято решение о включении завода 752 в программу создания «советской атомной бомбы», наравне со свердловским заводом 813 (ныне — Уральский электрохимический комбинат в городе Новоуральск) и челябинским заводом 817 (ныне — ПО «Маяк» в городе Озёрске). Если на заводе 813 производилось диффузионное разделение изотопов урана 235U и 238U, на заводе 817 — строился атомный уран-графитовый реактор для получения оружейного плутония, то заводу 752 предстояло решить задачи промышленного производства гексафторида урана, необходимого для последующего обогащения урана, и получения специальной смазки для работы в его насыщенной среде.
Через год директором предприятия был назначен Яков Филимонович Терещенко. С его именем неразрывно связано создание и развитие не только крупного химического производства, но и строительство и расцвет города Кирово-Чепецка. В 1949 году на заводе 752 был получен первый в СССР промышленный безводный фтористый водород, фтор и гексафторид урана (долгое время завод оставался в стране его единственным поставщиком для нужд атомной отрасли). На ТЭЦ-3 к 1949 году установленная мощность возросла до 36 МВт.
В 1951 году завод 752 подключили к созданию термоядерного оружия, поручив наработку лёгкого изотопа лития — 6Li. Успешному решению этой задачи способствовало участие в работах Б. П. Константинова (впоследствии академика и вице-президента Академии наук СССР), имя которого было присвоено КЧХК 14 июля 1979 года постановлением СМ РСФСР).
В ноябре 1950 года была построена поликлиника созданной в 1948 году медико-санитарной части (МСЧ) завода 752, в 1951 году — получено решение Минздрава СССР о строительстве новой поликлиники для других жителей посёлка, в 1952 году — в МСЧ создано отделение скорой медицинской помощи. В 1952 году были построены первые 5-этажные здания проспектов Сталина (ныне Мира) и Кирова, был сдан в эксплуатацию хлебозавод, открылся дворец культуры химиков (ныне РКЦ «Дружба»). В следующем году — появилась детская музыкальная школа. В 1954 году население посёлка превысило 14500 человек. Поскольку почти всё транспортное сообщение (и грузовое, и пассажирское) осуществлялось железной дорогой (частично использовались речной транспорт и гужевые перевозки), 19 апреля 1954 года был создан дорожный участок для строительства автодороги до города Кирова.

## Создание города
28 марта 1955 года Указом Президиума Верховного Совета РСФСР рабочий посёлок Кирово-Чепецкий Просницкого района был преобразован в город Кирово-Чепецк, с отнесением в его черту села Усть-Чепца и нескольких окрестных деревень — Балезино, Деветьярово, Голодный починок.
Районная газета писала:
«Образование города Кирово-Чепецка — свидетельство непрерывного роста социалистического хозяйства и культуры. К услугам жителей нового города Дворец культуры, клуб, скверы, стадионы. Более трёх тысяч молодых жителей Кирово-Чепецка учатся в четырёх средних и одной семилетней школах. В этом году состоялся первый выпуск учащихся Кирово-Чепецкого технического училища. Дети рабочих и служащих воспитываются в восьми детских садах и яслях.»
4 июня 1956 года на совещании руководителей завода, города и области была принята расчётная численность населения в 50 тысяч человек к 1970 году. В том же году начали строительство АТС (ныне — почтамт), открыли гостиницу на улице Горького, в 1957 году для озеленения города был создан цех зелёного строительства.
24 октября 1958 года состоялась передача химического завода из Государственного комитета СМ СССР по химии в Минсредмаш СССР, вместе с ним в ведение «атомного» ведомства перешла и жилищно-коммунальная сфера города. В соответствующем акте оказалась зафиксирована передача 220 домов (65 каменных благоустроенных, 133 деревянных щитковых, 16 бараков, 6 общежитий) общей площадью 58546 м², вместе с индивидуальными владельцами жилая площадь составила 79300 м².
В 1959 году для трудоустройства женщин, переводимых из особо опасных производств, связанных с радиоактивностью, была построена швейная фабрика, в дальнейшем получившая название «Витязь». В этом же году завершили строительство автодороги Кирово-Чепецк — Киров, что позволило создать автотранспортное предприятие и открыть автобусное сообщение с областным центром.
В начале 1960-х годов в городе началось массовое строительства кирпичных хрущёвок — 5-этажных домов с малогабаритными квартирами — район застройки которых в Кирово-Чепецке был назван Черёмушками, как и знаменитый московский район индустриального домостроения.
С 1960 года город — центр Кирово-Чепецкого района. С 1961 года — город областного подчинения.
В 1961 году был издан приказ директора КЧХЗ о газификации жилого фонда города 4 февраля 1968 года газовое хозяйство передано Горгазу), утверждено задание на строительство пионерского лагеря, финансируемое из средств профсоюза. Пионерский лагерь на 320 мест в пригородном посёлке Перекоп принял детей в 1964 году.
В 1962 году открылся кинотеатр «Восток» на 500 мест.
В 1963 году начал работать водозабор питьевого водоснабжения на реке Чепца.
В 1964 году был открыт спортивный комплекс с плавательным бассейном, начал работать молокозавод.
С 1964 по 2002 годы главным архитектором проекта строительства Кирово-Чепецка являлся Евгений Юрьевич Паскаренко, работавший в бюро комплексного проектирования № 6 Ленинградского ВНИПИЭТ, занимавшемся проектированием городов-спутников крупных предприятий Минсредмаша.
В 1960-е годы произошёл перевод промышленности Кирово-Чепецка на «мирные рельсы»: создаётся новая в СССР отрасль — производство фторорганической и фторполимерной продукции, фторолефинов, хладонов, хлороформа, хлора и каустика. Промышленное производство этих продуктов обеспечило в середине прошлого столетия развитие в СССР таких отраслей новой техники, как космонавтика, ракетостроение, самолётостроение, подводный флот, атомная промышленность, приборостроение и электроника. Кирово-Чепецк становится крупным центром химической промышленности СССР.
23 мая 1966 года на КЧХЗ создали конструкторское бюро медицинской тематики, в котором впервые в СССР был налажен серийный выпуск искусственных клапанов сердца человека (ИКС). Протезы СКБ МТ позволили поднять на качественно новый уровень кардиологию страны, снять необходимость их импорта из-за рубежа.
В 1967 году на площади перед ДК «Дружба» был открыт высеченный из бетона памятник Владимиру Ильичу Ленину (скульптор М. М. Кошкин, архитектор И. М. Синица).
В 1968 году в городе открылась детская художественная школа и каток с искусственным льдом. Открытие общеобразовательных школ происходило едва ли не каждый учебный год: 1957 год — школа № 4, 1960-й — школа № 6, 1961-й — № 7, 1963 — № 8, 1965-й — № 2, 1967 — № 9.
Ввод жилья в отдельные годы в этот период составлял:
| Год    | 1954 | 1955 | 1956  | 1957  | 1959  | 1961 | 1962  | 1963 | 1964  | 1965  | 1966  |
| ------ | ---- | ---- | ----- | ----- | ----- | ---- | ----- | ---- | ----- | ----- | ----- |
| кв. м. | 5200 | 3530 | 10312 | 10760 | 12900 | 9574 | 15200 | 3500 | 17000 | 21000 | 18300 |

В декабре 1968 года в городе было завершено строительство первых 9-этажных жилых домов (на проспекте Кирова и улице Первомайской).

## 1970-е годы
В 1972 году в городе было создано крупное электромашиностроительное предприятие, ориентированное на производство коммутационной аппаратуры для гражданской авиации Первоначально оно являлось филиалом Кировского электромашиностроительного завода имени Лепсе, в 1975 году филиал преобразован в Кирово-Чепецкий электромашиностроительный завод, вошедший в Кировское электромашиностроительное производственное объединение имени Лепсе (КЭМПО имени Лепсе), в 1993 году предприятие было преобразовано в акционерное общество открытого типа Кирово-Чепецкий электромашиностроительный завод «ВЭЛКОНТ» (АООТ К-Ч ЭМСЗ «ВЭЛКОНТ»), через 2 года реорганизовано в открытое акционерное общество «Электромашиностроительный завод «ВЭЛКОНТ» (ОАО «ВЭЛКОНТ»). Для нужд авиастроения было освоено производство микроэлектронной техники на основе тонко- и толстоплёночной технологии, разработаны и производятся десятки видов реле и контакторов для всех видов летательных аппаратов.
Важным этапом в истории города явилось строительство и пуск завода минеральных удобрений (ЗМУ) — химического гиганта по выпуску азотных и сложных минеральных удобрений. Важнейшим решением для экологии региона стал выбор азотнокислотной схемы получения удобрений, предложенной заместителем главного инженера по науке Аврамом Липовичем Гольдиновым и разработанной под его руководством, позволившей избежать образования ежегодно до полутора миллионов тонн твёрдых отходов.
Строительство ЗМУ началось в 1973 году, а 28 декабря 1978 года был осуществлён выпуск первой гранулированной аммиачной селитры. Предваряя это событие, был начат выпуск необходимой азотной кислоты, получаемой окислением аммиака. Первые годы использовался привозной аммиак, освоение собственного его производства началось после завершения в 1978 году строительства ветки газопровода Оханск — Киров с отводом на Кирово-Чепецк. Первый агрегат аммиака вышел на проектную мощность в ноябре 1983 года, второй — в марте 1984 года.
27 ноября 1973 года на КЧХК сдаётся в эксплуатацию первая, а в 1975 году вторая очередь производства изделий из фторопластов (цех 200). Уже во время строительства выполняется постановление Совета министров СССР по изготовлению каландрированной ленты СКЛ, необходимой для изоляции проводов, работающих в технике высоких и ультравысоких частот для космических объектов, военной техники. Освоен широкий ассортимент фторопластовой продукции: трубы, фасонка, ёмкости, плиты, втулки, материал ФУМ и другие изделия. По заданию Министерства среднего машиностроения изготовлено ёмкостное оборудование и запорная арматура для нейтринного телескопа на Баксанской обсерватории.
В 1974 году в Кирово-Чепецке создана городская инспекция Госстраха. В том же году на улице Первомайской построено здание Дома Советов (в котором и ныне располагаются органы муниципального управления города и Кирово-Чепецкого района) и завершено строительство расположенного в сосновом бору кирово-чепецкого дома-интерната для престарелых и инвалидов.
После организации производств гексафторида урана на Урале и в Сибири, в конце 1974 года на КЧХК поступило распоряжение министерства о прекращении его выпуска с 1 января 1976 года. Был утверждён график ликвидации оборудования производства, высвободившиеся мощности по фтору направили на увеличение производства фторопластов и фторкаучуков и создание производства новых видов перфторированных углеводородов: обладающей большим температурным диапазоном диэлектрической жидкости — перфтордиметилциклогексана (карбогала), перфтордекалина (основного компонента кровезаменителя — «голубой крови»), перфторметилдекалина (ГЖН) нашедшего применение в охлаждении насосных систем, откачивающих нефть из глубоких скважин, специальных масел и смазок (Б-1, М-1, УПИ, КС, КСТ), а также фторированного углеродного волокна и элегаза (гексафторида серы).
В конце зимнего сезона 1974—1975 годов редакция газеты «Советский спорт» подвела итоги конкурса «Лыжня-75», победителем которого среди 33 городов-участников был назван Кирово-Чепецк: 17349 его жителей в течение сезона регулярно выходили на лыжные трассы, пройдя в общей сложности 436376 зачётных километров.

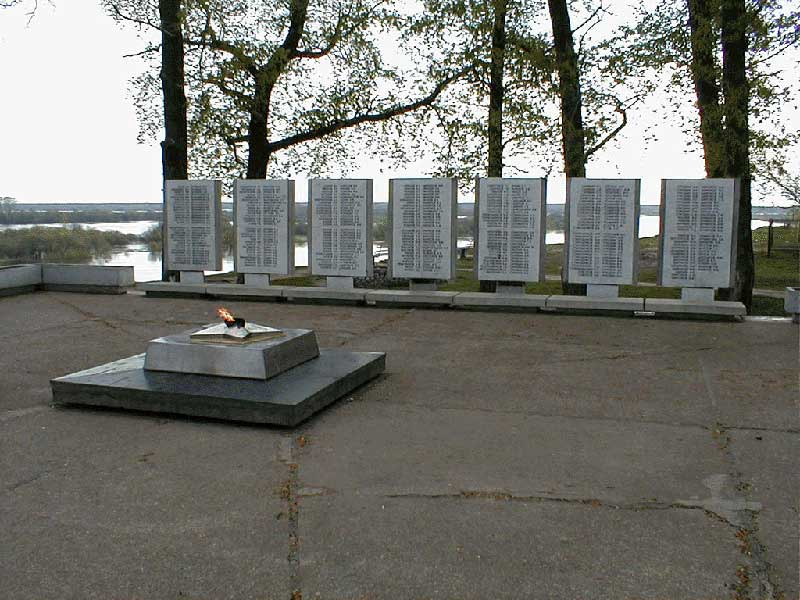
Вечный огонь.

9 мая 1975 года на высоком берегу Вятки был открыт Мемориальный комплекс воинам-землякам, погибшим в годы Великой Отечественной войны (автор барельефа скульптор Д. М. Никитин, архитектор Г. Т. Осмоловский). Вечный огонь привезли в Кирово-Чепецк с Мамаева кургана участники комсомольского велопробега Халит Тажетдинов, Вячеслав Сиволапов, Александр Лаптев и Евгений Зараменских. Право зажечь Вечный огонь было предоставлено полным кавалером орденов Славы П. М. Зорину и А. В. Орлову. В 1994 году были установлены мемориальные плиты с именами погибших за Отечество земляков.
Вызвавшим интерес жителей города событием 1975 года стали прошедшие в его окрестностях крупномасштабные съёмки фильма «Дума о Ковпаке».
В 1976 в новом 7-этажном здании на улице Ленина приняла первых посетителей поликлиника МСЧ № 52. В том же году на месте у слияния рек Вятки и Чепцы была построена гостиница «Двуречье».
В конце 1970-х годов на химкомбинате развивается новое направление — производство перфторированных кислородсодержащих соединений: окиси гексафторпропилена, её олигомеров, перфторметил- и перфторпропилвиниловых эфиров. Растёт авторитет центральной заводской лаборатории (ЦЗЛ) КЧХЗ. Кирово-Чепецк становится местом проведения научно-технических конференций по химии и технологии производных фтора (фтормономеров, фторполимеров и сономеров). Постановлением Совета министров СССР 28 апреля 1984 года большому коллективу работников КЧХЗ была присуждена премия Совета Министров за создание отечественного производства политетрафторэтилена большой мощности.
Строительство масштабного производства минеральных удобрений потребовало изменения организационной структуры Кирово-Чепецкого химического завода, и 3 января 1978 года он был реорганизован в комбинат, в составе которого организовали завод полимеров, завод минеральных удобрений и ремонтно-механический завод.

## 1980-е годы
В 1982 году начала давать продукцию первая очередь Кирово-Чепецкой птицефабрики.
13 ноября 1985 года на заводе минеральных удобрений были получены первые гранулы азотно-фосфорного удобрения — азофоски. В декабре 1986 года строительно-монтажные организации сдают 2 очередь производства сложных минеральных удобрений.
В этом же году на КЧХК был введён в эксплуатацию цех 100 по использованию обеднённого по изотопу 235U гексафторида урана для производства фторорганических соединений с получением фреона-113 в качестве конечного продукта. Это снимало потенциальную экологическую опасность при хранении обеднённого гексафторида урана, общее количество которого в мире приближалось к 2 миллионам тонн. Однако после подписания СССР Монреальского протокола в список запрещённых к производству попал и фреон-113, что в итоге привело к принятию решения о консервации цеха.
В 1986 году Минсредмаш СССР мобилизует строителей, монтажников, химиков, транспортников, медицинских работников Кирово-Чепецка на ликвидацию последствий аварии на Чернобыльской атомной станции. С 1986 по 1990 годы в ликвидации аварии участвовало более тысячи жителей Кирово-Чепецка и района. В феврале 1990 года работниками МСУ № 1 была создана первая в Кировской области первичная организация Союза «Чернобыль» России, в апреле того же года была проведена конференция по созданию общегородской организации. 26 апреля 2006 года в сквере рядом с Вечным огнём был открыт памятный знак в честь ликвидаторов аварии.
Летом 1988 года происходит ряд самовозгораний вагонов с производимым в Кирово-Чепецке гербицидом ТХАН: 29 июня — на железнодорожной станции Рада в Тамбовской области, 1 июля — на складах агрохимии в Курске, 3 июля — на станции Шахунья и 8 июля — на станции Чепецкая в Кирово-Чепецке. Из-за склонности ТХАН к самовозгоранию и образованию при горении токсичного фосгена его производство было прекращено. Высвободившиеся мощности по трихлоуксусной кислоте были задействованы для производства хлороформа. Отработанные растворы, содержащие соли хлоруксусных кислот, были переданы на полигон подземного захоронения.
В июне 1988 года, в год тысячелетия крещения Руси, Советом по делам религий при СМ СССР, было принято решение «…о регистрации религиозного общества Русской Православной церкви в г. Кирово-Чепецке». 9 октября в переданном общине ветхом жилом доме барачного типа, после его реконструкции и ремонта, был отслужен первый молебен. В 2006 году, с окончанием строительства каменной Всехсвятской церкви, старое здание было разобрано. Сейчас на его месте осуществляются работы по строительству новой церкви в честь святого благоверного князя Александра Невского.
В 1989 году как молодёжный центр при горкоме ВЛКСМ была создана компания «МЦ5 Групп», в дальнейшем создавшая новую для экономики города отрасль — мебельное производство, и в настоящее время ставшая одним из лидеров страны по выпуску мягкой мебели премиум-класса. Компания развивает бренды möbel&zeit, Sofmann, Genau, InDesign, Формула дивана, Фан-Диван, Divanger и предлагает выстраиваемые вокруг мягкой мебели интерьерные решения для гостиных и спален.

## 1990-е годы
4 марте 1990 года в Кирово-Чепецке состоялись выборы депутатов Кирово-Чепецкого городского Совета народных депутатов 21 созыва, начавшие новый этап в развитии местного самоуправления. Впервые они прошли на альтернативной основе, были избраны 132 депутата из 180 (для заполнения мандатов по округам, по которым они не состоялись, были назначены довыборы). На начавшей работу 29 марта первой сессии Совета его председателем из семи кандидатур был избран первый секретарь горкома КПСС Николай Андреевич Савин. Одним из первых решений нового состава горсовета стало введение продажи продовольственных и промышленных товаров «по прописке». В июне в городе было учреждено «Демократическое движение г. Кирово-Чепецка».
Другими важными событиями 1990 года стали состоявшаяся 1 мая первая трансляция телевещания, осуществлённая городской Ассоциацией кабельного телевидения (АКТВ) (с 1993 года АКТВ зарегистрирована как средство массовой информации), создание 1 июня Государственной налоговой инспекции по городу Кирово-Чепецку, открытие 1 октября при Всехсвятской церкви первой в Кировской области воскресной школы, регистрация в октябре малого предприятия «Движение», через несколько лет ставшего региональным предприятием нефтепродуктообеспечения, а в настоящее время — являющегося многоотраслевой холдинговой компанией «Движение-Нефтепродукт», объединяющей более 100 организаций. 24 мая 1990 года был выпечен первый хлеб на новом Кирово-Чепецком хлебокомбинате. В настоящее время ассортимент его продукции составляет около 200 наименований, включая  хлебобулочные, кондитерские, слоёные изделия, заварные пряники, печенье и мармелад.
В 1991 году решением горсовета была создана историко-охранная зона Кирово-Чепецка, представляющая собой историческую застройку села Усть-Чепца. В этом же году в городе был организован Центр занятости населения, бессменным руководителем которого является Николай Иванович Ворончихин. 27 августа в состав Кирово-Чепецка вошёл рабочий посёлок Каринторф, ставший городским микрорайоном, 10 октября в нём начал работать первый в Кировской области Совет общественного самоуправления. Правовой основой для этого стал принятый Устав о самоуправлении на территории городского Совета и разработанное Положении о территориальном общественном самоуправлении населения; в структуре городского управления изменения выразились в реорганизации президиума городского Совета в Малый совет.
В 1992 году численность населения Кирово-Чепецка достигла максимального значения — 100 тысяч человек. В июле 1992 года при въезде в город со стороны областного центра была установлена «двухфигурная композиция с геральдическим рельефом» — 20-метровая гранитно-мраморная стела с выполненными в металле мужской и женской фигурами со щитом с химической символикой, наложенным на сноп колосьев (авторы — скульптор Д. М. Никитин, архитектор Г. Т. Осмоловский).
В 1993 году на АООТ Кирово-Чепецкий ЭМСЗ «ВЭЛКОНТ» появилось новое направление по производству комплектующих изделий для автомобильной промышленности, в настоящее время предприятие выпускает около 20 типов этих изделий. 1 июля 1993 года была создана рабочая комиссия по приватизации градообразующего химического комбината (во исполнение указа Президента России от 1 июля 1992 года № 721, посвящённого коммерциализации государственных предприятий с одновременным преобразованием в акционерные общества открытого типа. Преобразование предприятия в акционерное общество произошло распоряжением Правительства России от 20 мая 1994 года.
26 октября Президентом России был подписан указ № 1760 «О реформе местного самоуправления в Российской Федерации», прекративший на территории страны работу Советов народных депутатов, функции которых были возложены на местные администрации; в соответствии с чем назначенный в мае председатель исполнительного комитета Совета Сергей Владимирович Андреянов возглавил созданную городскую администрацию. На организованном им 1 апреля совещании 10 кандидатов, набравшие на мартовских выборах наибольшее число голосов избирателей, дали согласие войти в состав городского Совета общественного самоуправления, председателем которого стал Андрей Александрович Сидоров (однако этот орган в силу своего общественного статуса проработал недолго). 
7 сентября 1993 года в состав Кирово-Чепецка вошли пригородные населённые пункты: деревни Ганинская, Поповщина, Стародумово, Злобино, Гарь, Боёвао, Утробино, Северюхи, железнодорожный разъезд Боёво и часть посёлка Пригородный.
В соответствии с утверждённым указом № 1760 «Положением об основах организации местного самоуправления в Российской Федерации на период поэтапной конституционной реформы» региональные и местные выборы должны были пройти в первом полугодии 1994 года. В Кирово-Чепецке они были организованы 20 марта и принесли сенсационные результаты: в них приняло участие 20,9 % от общего числа избирателей, рубеж в 25 %, дающий право признать их состоявшимися, преодолён не был, и город оказался единственным в регионе не сформировавшим представительный орган власти и не имеющим своего представителя в областном Законодательном собрании.
Осенью 1994 года состоялось посещение города патриархом Московским и всея Руси Алексием II (1—3 октября) и председателем Правительства Российской Федерации В. С. Черномырдиным (9 ноября).
В середине 1990-х годов на Заводе полимеров КЧХК провели комплекс работ по выполнению обязательств Российской Федерации, вытекающих из Венской конвенции об охране озонового слоя и Монреальского протокола по веществам, разрушающим озоновый слой: был прекращён выпуск озоноразрушающих хладонов. В 1997 году за разработку и создание высокопроизводительного экологически чистого производства гидрохлорфторуглеродов (хладонов) метанового и этанового рядов большому коллективу работников КЧХК была присуждена премия Правительства Российской Федерации в области науки и техники.
27 июля 1995 года на собрании представителей общественных объединений, партий и предприятий города, объединённых пониманием необходимости полноценного самоуправления, был сформирован оргкомитет по подготовке общегородского собрания жителей Кирово-Чепецка, которое состоялось 24 августа под председательством Валерия Ивановича Острецова и приняло обращение к Губернатору области назначить и провести выборы Думы и главы администрации города. В дальнейшем оргкомитету пришлось отстаивать позицию собрания в этом вопросе, одновременно в 1996 году создав рабочую группу по подготовке устава города, проект которого был опубликован в газете «Кировец» и активно обсуждался жителями. В октябре 1996 года глава администрации Андреянов своим постановлением утвердил Временное положение о системе органов местного самоуправления Кирово-Чепецка, в сочетании с другими правовыми актами это создало правовую базу для проведения выборов, состоявшихся 23 марта 1997 года. Была сформирована состоящая из 15 депутатов городская Дума первого созыва и впервые прямым голосованием избран Глава города, которым стал Алексей Григорьевич Решетнёв.
С 1998 года было начато производство резинотехнических изделий на основе фторкаучука СКФ-26, отличающихся высокими параметрами тепло- и износостойкости, позже ассортимент материалов был расширен и включил нитрильные, этиленпропиленовые и другие марки резиновых смесей, а потребителями этой продукции стали ведущие автомобильные, моторные и агрегатные заводы России и ближнего зарубежья.

## 2000-е годы
В 2002 году на заводе минеральных удобрений было освоено производство калийсодержащего тройного удобрения — нитроаммофоски (NPK). В 2004 году была завершена приватизация Кирово-Чепецкого химического комбината, на открытом аукционе РФФИ контрольный пакет акций предприятия приобрела компания, контролируемая Д. А. Мазепиным. В 2007 году им была основана Объединённая химическая компания «Уралхим», контролирующая крупнейшие российские предприятия, специализирующиеся на производстве минеральных удобрений. В 2008 году под её контроль перешло 100 % голосующих акций ОАО «КЧХК».
В 2003 году из состава КЧХК было выделено ООО «Завод полимеров КЧХК», в мае 2005 года создано ООО ЗМУ КЧХК. В том же году в городе открылся первый центр абонентского обслуживания сотовой связи оператора МТС.
В августе 2004 года состоялось открытие в Кирово-Чепецке Свято-Никольского женского монастыря, разместившегося на высоком берегу Вятки в бывшем больничном корпусе.
В 2007 году началась реализация крупного проекта по переводу Кировской ТЭЦ-3 на использование природного газа, с монтажом ПГУ и турбогенератора с электрической мощностью 230 МВт и тепловой мощностью 136 Гкал/ч. Начатое в 2012 году строительство было завершено 31 июля 2014 года, после чего доля ТЭЦ в энергобалансе Кировской области увеличилась с 8—9 % до 27—30 %. 
В день 20-летия катастрофы на Чернобыльской АЭС, 26 апреля 2006 года, на Аллее памяти в честь участников ликвидации аварии, был открыт памятный знак.
6 ноября 2006 года в ходе празднования 60-летия Кирово-Чепецкого химического комбината (приуроченного к началу его работы в атомном проекте СССР), был открыт бюст академика Б. П. Константинова, чьё имя с 1979 года носил химкомбинат.
18 декабря 2008 года было запущено производство на Кирово-Чепецком кирпичном заводе, расположенном на пригородной железнодорожной станции Бумкомбинат.
В 2008 году ОАО «ВЭЛКОНТ» получило лицензию, дающую право на изготовление оборудования для атомных станций, через два года предприятие вошло реестр квалифицированных поставщиков ОАО «Концерн Росэнергоатом» и его филиалов — атомных станций.
20 ноября 2010 года в городе открылся Ледовый дворец «Олимп-арена», строительство которого началось в 1992 году.

### Издание об истории Кирово-Чепецкого химического комбината
- Уткин В. В. Завод у двуречья. Кирово-Чепецкий химический комбинат: строительство, развитие, люди. — Киров: Дом печати — Вятка, 2004. — Т. 1 (1938—1946). — 64 с. — 1000 экз. — ISBN 5-85271-162-4.
- Уткин В. В. Завод у двуречья. Кирово-Чепецкий химический комбинат: строительство, развитие, люди. — Киров: Дом печати — Вятка, 2005. — Т. 2 (1947—1953). — 160 с. — 1000 экз. — ISBN 5-7476-0008-7.
- Уткин В. В. Завод у двуречья. Кирово-Чепецкий химический комбинат: строительство, развитие, люди. — Киров: Дом печати — Вятка, 2006. — Т. 3 (1954—1971). — 240 с. — 1000 экз. — ISBN 5-85271-250-7.
- Уткин В. В. Завод у двуречья. Кирово-Чепецкий химический комбинат имени Б. П. Константинова: строительство, развитие, люди. — Киров: Дом печати — Вятка, 2007. — Т. 4 (1973—1992), часть 1. — 144 с. — 1000 экз. — ISBN 978-5-85271-293-6.
- Логинов Н. Д. Завод минеральных удобрений. Кирово-Чепецкий химический комбинат имени Б. П. Константинова: строительство, развитие, люди. — Киров: Дом печати — Вятка, 2007. — Т. 4 (1973—1997), часть 2. — 224 с. — 1000 экз. — ISBN 978-5-85271-291-2.
- Логинов Н. Д. Завод минеральных удобрений. Кирово-Чепецкий химический комбинат имени Б. П. Константинова: строительство, развитие, люди. — Киров: Дом печати — Вятка, 2007. — Т. 4 (1973—1997), часть 3. — 112 с. — 1000 экз. — ISBN 978-5-85271-302-5.

### Книги о почётных гражданах города
- Батюшка: Жизнь и служение протоирея Николая Федько на Вятской земле / Кузнецова И. А. (ред.). — Киров: Кировская областная типография, 2015. — 320 с. — (Почётные граждане г. Кирово-Чепецка). — 200 экз. — ISBN 978-5-498-00335-1.
- Борис Петрович Зверев. Человек-эпоха / Прокашев В. Н. (сост.). — Киров: ВЕСИ, 2015. — 186 с. — 200 экз. — ISBN 978-5-4338-0213-1.
- Будем помнить! Это книга о людях, чьи жизнь и дела останутся в памяти поколений / Кузнецова И. А. (ред.). — Киров: Кировская областная типография, 2015. — 377 с. — (Почётные граждане г. Кирово-Чепецка). — 200 экз. — ISBN 978-5-498-00337-5.
- Быль и легенда города: Яков Филимонович Терещенко / Кузнецова И. А. (ред.). — Киров: Радуга-ПРЕСС, 2014. — 266 с. — (Почётные граждане г. Кирово-Чепецка). — 200 экз. — ISBN 978-5-906544-46-9.
- Дорогами жизни / Кузнецова И. А. (ред.). — Киров: Лобань, 2013. — 247 с. — 130 экз.
- Подвижники культуры: Георгий Иванович Бобко и Леонид Тимофеевич Брылин / Кузнецова И. А. (ред.). — Киров: Радуга-ПРЕСС, 2014. — 348 с. — (Почётные граждане г. Кирово-Чепецка). — 200 экз. — ISBN 978-5-906544-65-0.
- Путь к мечте: Юрий Николаевич Калинин / Куклина Е. Н. (ред.), Вахрушева Л. Е. (ред.). — Киров: Кировская областная типография, 2019. — 223 с. — (Почётные граждане г. Кирово-Чепецка). — 200 экз. — ISBN 978-5-498-00663-5.
- Тренер стреляющих лыжников: Иван Петрович Родыгин / Куклина Е. Н. (ред.), Вахрушева Л. Е. (ред.). — Киров: Кировская областная типография, 2020. — 192 с. — (Почётные граждане г. Кирово-Чепецка). — 200 экз. — ISBN 978-5-498-00335-1.
- Макарычев М. А. Александр Мальцев / предисл. Р. Г. Нургалиева. — М.: Молодая гвардия, 2010. — 367 с. — (ЖЗЛ: Биография продолжается). — 5000 экз. — ISBN 978-5-235-03393-1.